# Ахмедов, Тофик Алиевич
Тофик Алиевич Ахмедов (азерб. Tofiq Əli oğlu Əhmədov; 1951 — 2006) — азербайджанский криминальный авторитет, вор в законе по прозвищу «Тофик Бакинский».

## Биография
Тофик Ахмедов родился 6 июня 1951 года в Баку. В 1967 году, в возрасте 16 лет, он был осуждён за разбой и хранение оружия. Находясь в местах лишения свободы, Ахмедов получил ещё два срока, причём за одно и то же — хулиганство и ношение холодного оружия. В зоне его короновали. Во время отбывания наказания он познакомился с такими ворами в законе, как Тенгиз Гарцкия («Чиж») и Вячеслав Иваньков («Япончик»).
В 1981 году он получил срок за кражу и незаконное хранение наркотиков. В 1987 году Тофик Ахмедов получил очередной срок, на этот раз три года за сбыт наркотиков. Всего в местах лишения свободы он провёл около 18 лет. С 1991 года Ахмедов проживал в Тольятти, где возглавлял одну из преступных группировок, контролировавших отгрузку машин с АвтоВАЗа. После проведения сотрудниками правоохранительных органов зачистки в городе, он перебрался в Ростов, а позже в Москву. В столице он взял под свой контроль три мелкооптовых рынка в микрорайоне Зябликово. Помимо этого его группировка также обирала частных извозчиков и контролировала местные бензоколонки.
В конце 2000 года он был задержан в Москве сотрудниками Главного управления по борьбе с организованной преступностью при выходе из подъезда дома на Люблинской улице, 169, где снимал квартиру. При обыске у него в кармане нашли свёрток с  4,52 г героина. В ходе первого допроса Ахмедов заявил, что наркотик был предназначен для личного употребления.
Дети: дочь Элина Ахмедова.
Умер в 2006 году в Москве.
Похоронен в Баку. 

### Видеоматериалы
- Задержание Тофика Бакинского в 2000 г.
- Тофик Ахмедов из оперативной съёмки